# Black Dog (film 2024)
Black Dog (狗阵S, Gǒu zhènP) è un film del 2024 diretto da Guan Hu.

## Trama
Cina, 2008. Lang Yonghui, un ex rock star e pilota motociclistico acrobatico, esce di prigione dopo aver scontato dieci anni per l'omicidio del figlio di un gangster, ancora sulle sue tracce. Decide quindi di fare ritorno nella sua città natale di provincia nel Nordovest del Paese, poco distante dal deserto del Gobi, in preda al degrado e all'abbandono in seguito alla deindustrializzazione delle zone più periferiche. Suo padre, proprietario del fatiscente zoo locale, si è dato all'alcol. Lang trova lavoro come accalappiacani per ripulire le strade dai randagi in vista delle Olimpiadi di Pechino. Solitario e poco loquace, l'uomo si ritrova a fare amicizia con uno dei randagi più sfuggenti, un riottoso whippet dal pelo nero.

## Tematiche e stile
È stato descritto dalla critica come "un western a tinte noir", che va a toccare tematiche sociali. Per il Sydney Morning Herald il film ne riproduce infatti lo schema «in cui uno straniero arriva in città e, con le sue sole forze, cambia le cose», mentre per Sight and Sound l'uso che fa di panorami desertici è riconducibile al western e la "claustrofobia chiaroscurale" al noir. Il tono della pellicola è stato descritto come «inflessibile nella satira e accurato nella spensieratezza», alternando «umorismo deadpan a un finale documentaristico senza fronzoli [che] racchiude [...] verità più profonde».
Il regista ha scelto il 2008 come data simbolo del nuovo corso della Cina, riferendosi a eventi come i Giochi della XXIX Olimpiade e il terremoto del Sichuan. Voleva però concentrarsi su persone comuni e lasciare gli eventi storici sullo sfondo, trovando che: «la vita del singolo sembra incredibilmente piccola e insignificante di fronte alla natura. Ma se ci concentriamo sull'individuo in sé, allora la vita di una persona comune assume un significato molto più potente». Ha ambientato la vicenda nel Nordovest cinese per «esplorare cosa è successo in queste città remote [...] [che] trovavo molto simboliche a modo loro. Negli anni sessanta erano località prospere, ma ora le risorse scarseggiano, la maggior parte delle persone se n'è andata e l'unica cosa che rimane sono edifici da demolire. Ma questi edifici hanno una loro storia». Incentrare la storia sul rapporto tra uomo e cane sottolineava inoltre la natura animalesca dell'uomo, oltre a fare riferimento a due figure del folclore cinese, Erlang Shen e il suo cane nero Xiaotian Quan.

## Produzione

### Sviluppo
Guan Hu ha avuto l'idea per il film osservando i suoi cinque cani mentre si trovava confinato in casa per la pandemia di COVID-19 in Cina. È stato il primo film prodotto dalla Seventh Art Pictures, la casa di produzione fondata dal regista assieme a sua moglie Liang Jing. Jia Zhangke ha accettato il ruolo di capo accalappiacani perché già conosceva Guan, facendosi crescere la barba per entrare nella parte.

### Riprese
Nel film hanno recitato quasi 200 cani. L'animale protagonista, una cagnetta di nome Xiao Xin, è stata adottata alla fine delle riprese dall'attore Eddie Peng, così come molti altri cani da membri della troupe. Sono stati impiegati 30 addestratori canini professionisti. Le riprese si sono svolte nel Gansu a cavallo tra il 2021 e il 2022. I cani alloggiavano durante le riprese in un rifugio di 2000 m². La parte più difficile delle riprese è stata pazientare di fronte agli imprevisti canini: «nonostante avessimo provato a lungo e le cose stessero filando lisce, una volta sul set gli animali potevano stancarsi, iniziare a fare le bizze o comportarsi peggio che in addestramento. E non c'era granché che si potesse fare a quel punto. Tutto il resto, meteo compreso, era gestibile», ha dichiarato il regista.

### Post produzione
Per la scena in cui Xin salta attraverso una finestra per soccorrere Lang nella rissa, la rottura del vetro è stata creata in CGI. Il film non è incorso in problemi di censura in fase di post produzione, ottenendo il visto governativo al primo tentativo.

## Distribuzione
Il film è stato presentato in anteprima mondiale il 19 maggio 2024 nella sezione Un Certain Regard del 77º Festival di Cannes, venendo distribuito nelle sale cinematografiche cinesi a partire dal 15 giugno dello stesso anno, mentre in quelle italiane da Movies Inspired a partire dal 27 febbraio 2025.

## Accoglienza
Il film ha incassato l'equivalente di 2,4 milioni di dollari al botteghino cinese durante i suoi primi due giorni di programmazione, di cui 1,64 milioni di yuan (o 226 000 dollari) di prevendite.

## Riconoscimenti
- 2024 – Festival di Cannes[1][4][5]
  - Premio Un Certain Regard
  - Palm Dog a Xiao Xin
- 2024 – Gotham Independent Film Awards
  - Candidatura per il miglior regista rivelazione a Guan Hu
- 2024 – Semana Internacional de Cine de Valladolid[10]
  - Miglior regia a Guan Hu
  - Miglior fotografia a Gao Weizhe
- 2025 – Independent Spirit Awards
  - Candidatura per il miglior film straniero